# Беняше (Підляське воєводство)
Беняше (пол. Bieniasze) — село в Польщі, у гміні Сідра Сокульського повіту Підляського воєводства.
Населення — 51 особа (2011).

## Демографія
Демографічна структура станом на 31 березня 2011 року:
|          | Загалом | Допрацездатний вік | Працездатний вік | Постпрацездатний вік |
| -------- | ------- | ------------------ | ---------------- | -------------------- |
| Чоловіки | 21      | 1                  | 18               | 2                    |
| Жінки    | 30      | 7                  | 14               | 9                    |
| Разом    | 51      | 8                  | 32               | 11                   |